# Kalle da Silva Gonçalves
Kalle da Silva Gonçalves (10 ottobre 1982) è un ex giocatore di football americano, allenatore di football americano e artista marziale misto finlandese, che ha giocato come linebacker..
Ha giocato per diverse squadre finlandesi (Kuopio Steelers, Jyväskylä Jaguaarit, Lappeenranta Rajaritarit, Helsinki Roosters e Helsinki Wolverines).

## Risultati nelle MMA
| Risultato | Record | Avversario               | Metodo                                          | Evento                               | Data             | Round | Tempo | Città                   |
| --------- | ------ | ------------------------ | ----------------------------------------------- | ------------------------------------ | ---------------- | ----- | ----- | ----------------------- |
| Sconfitta | 3-4    | Marko Patteri            | Sottomissione (Keylock)                         | LFN 7 - Lappeenranta Fight Night 7   | 14 aprile 2012   | 2     | 1:40  | Lappeenranta, Finlandia |
| Sconfitta | 3-3    | Antti Kastama            | Sottomissione (Strangolamento alla schiena)     | Cage - Challenger 2                  | 3 dicembre 2011  | 1     | 1:43  | Riihimäki, Finlandia    |
| Vittoria  | 3-2    | Fraser Opie              | Sottomissione (Strangolamento con ghigliottina) | LFN 6 - Lappeenranta Fight Night 6   | 7 maggio 2011    | 1     | 1:44  | Lappeenranta, Finlandia |
| Sconfitta | 2-2    | Alik Tseiko              | Sottomissione (Strangolamento alla schiena)     | Cage 13 - Spring Break               | 8 maggio 2010    | 1     | 4:39  | Vantaa, Finlandia       |
| Vittoria  | 2-1    | Egidijus Petrushkevicius | Decisione (Unanime)                             | The Cage Vol. 5 - Winter War         | 10 febbraio 2006 | 3     | 5:00  | Lappeenranta, Finlandia |
| Sconfitta | 1-1    | Marcus Vänttinen         | KO Tecnico                                      | EKH - MMA Action                     | 14 gennaio 2006  | 1     | 2:35  | Espoo, Finlandia        |
| Vittoria  | 1-0    | Juha Alhonen             | Sottomissione (Colpo)                           | EKH - National Vale Tudo Competition | 10 dicembre 2005 | 1     | 1:02  | Espoo, Finlandia        |